# Роинг
Роинг (англ. Roing, хинди रोइंग) — город в индийском штате Аруначал-Прадеш. Административный центр округа Нижняя долина Дибанг.

## География
Город расположен в предгорьях холмов Мишми. В районе Роинга имеются значительные сельскохозяйственные угодья. Город является единственным торговым центром в округах Верхняя и Нижняя долина Дибанг.

## Население
По данным переписи 2001 года население города составляет 10 106 человек, из них 5736 мужчин и 4370 женщин. Уровень грамотности составляет 73 %, что выше, чем средний по стране показатель 59,5 %. Уровень грамотности среди мужчин — 79 %, среди женщин — 66 %. Доля детей в возрасте младше 6 лет — 14 %. Население представлено преимущественно народами мишми и ади.

## Транспорт
Соединён с городом Тинсукия (штат Ассам) автомобильной дорогой. В Тинсукии расположена ближайшая железнодорожная станция, расстояние до которой составляет около 113 км.